# Foire du livre de Brive-la-Gaillarde
 (janvier 2018).
Si vous disposez d'ouvrages ou d'articles de référence ou si vous connaissez des sites web de qualité traitant du thème abordé ici, merci de compléter l'article en donnant les références utiles à sa vérifiabilité et en les liant à la section « Notes et références ».
Pour les articles homonymes, voir Foire du livre.

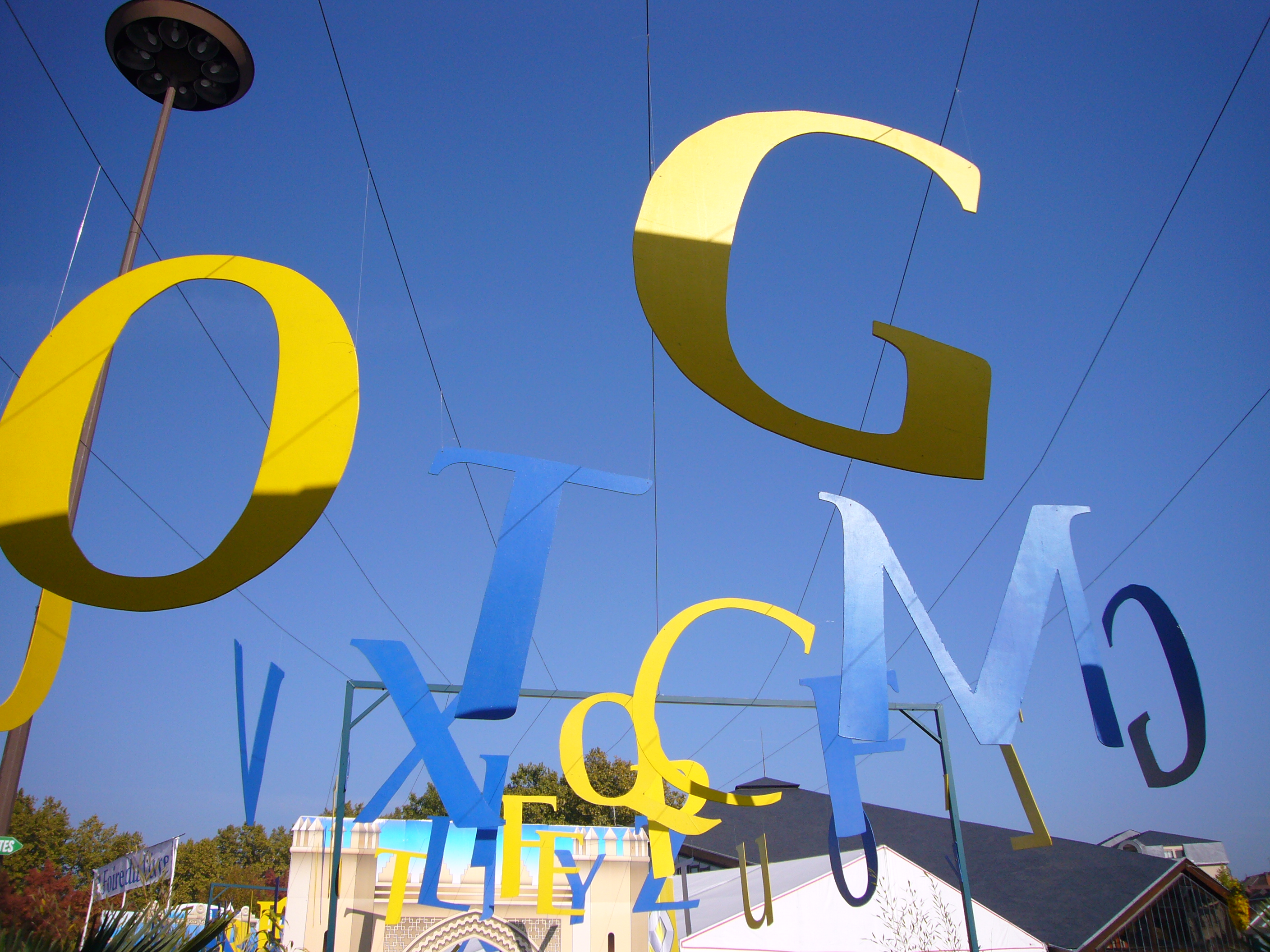
Entrée de la foire en 2007.

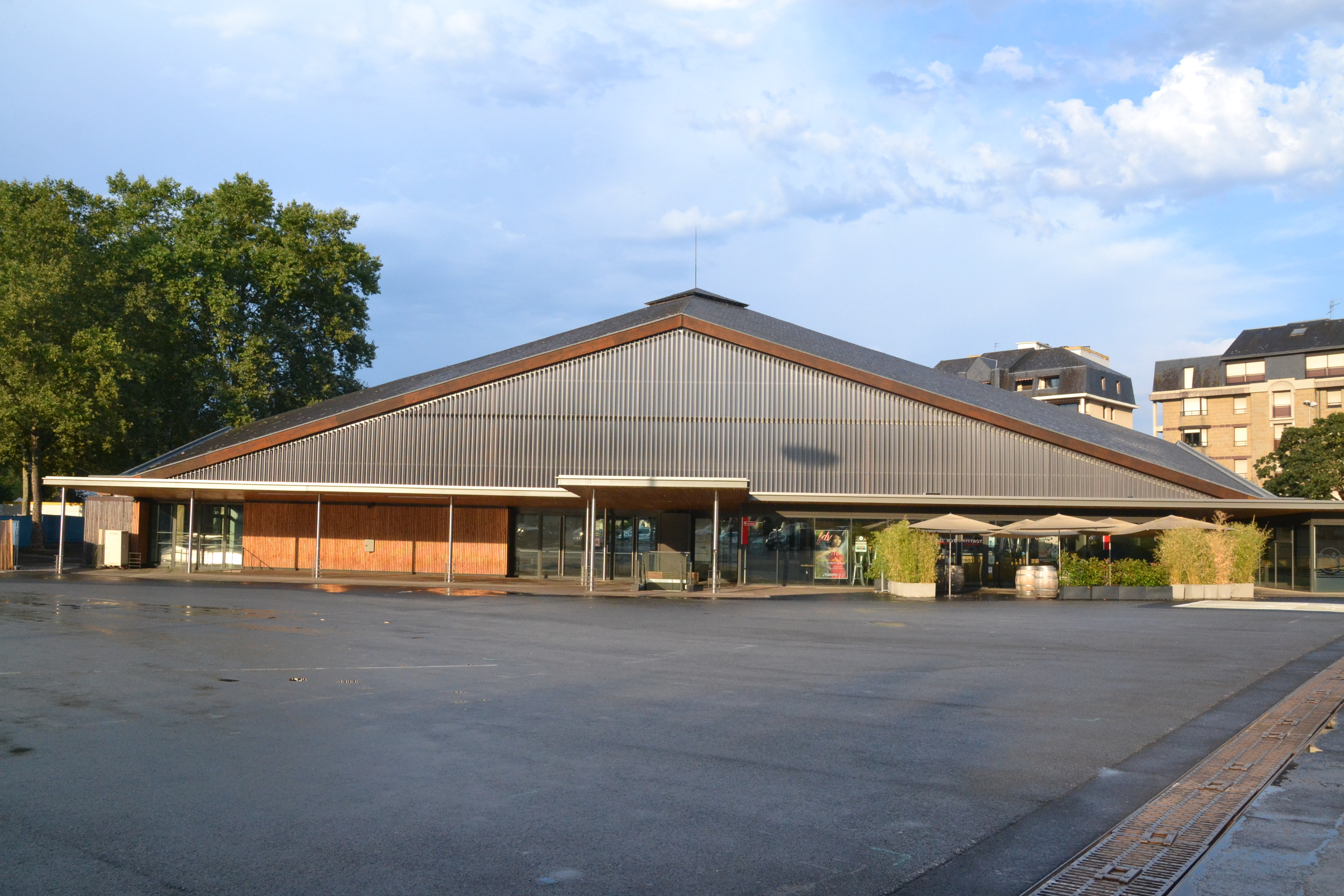
La halle Georges-Brassens, lieu d'accueil de la Foire.

La Foire du livre de Brive est un regroupement littéraire se déroulant chaque année dans la première quinzaine de novembre dans la ville de Brive-la-Gaillarde. Elle est considérée comme un important évènement littéraire en France, le second festival littéraire après le Salon du livre de Paris selon la mairie de Brive. La Foire du livre de Brive est l'occasion de la remise de plusieurs prix littéraires dont le Prix de la Langue française.

## Historique de la foire

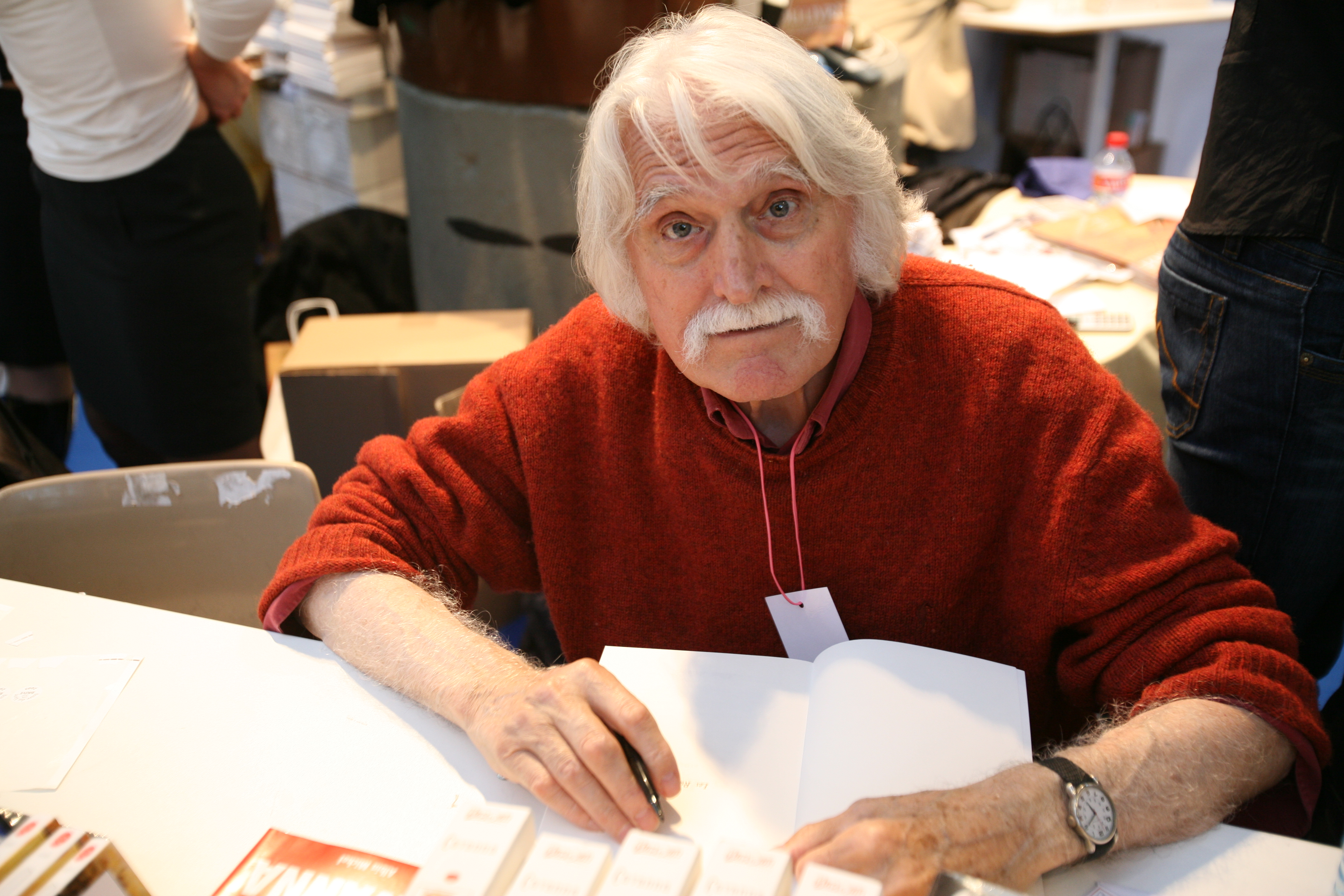
François Cavanna à la foire 2005.

La première édition de la Foire du livre de Brive-la-Gaillarde eut lieu en 1973, dans un certain amateurisme[réf. souhaitée] : il s'agissait pour un groupe d'amis férus de lecture – emmenés notamment par l'éditeur et écrivain Jacques Peuchmaurd qui fut l'un des principaux instigateurs, – de vendre des livres sur le marché et la halle Brassens. Associés à un libraire de la ville, ils organisèrent leur manifestation sur la place de la Guierle, où se déroule le marché, en dressant planches et tréteaux. Jean Charbonnel, maire de Brive-la-Gaillarde et ministre de Charles de Gaulle, inaugura la manifestation. Les organisateurs renouvelèrent cette expérience les deux années suivantes.
Après six ans d'interruption, la Foire naquit à nouveau en 1982, d'une manière plus professionnelle puisque 30 000 visiteurs[réf. nécessaire] fréquentèrent l'évènement, dont Jean d'Ormesson fut le premier président. Françoise Xénakis, Vladimir Volkoff, Christian Signol, Denis Tillinac, Janine Boissard et Régine Deforges figuraient parmi la cinquantaine d'auteurs alors présents.
En 1985, la Foire du Livre connut d'importantes mutations. Fut créé le « Train du Livre », transportant les auteurs depuis la gare d'Austerlitz vers Brive avec dégustation à bord de spécialités locales. C'est pour cette raison qu'Erik Orsenna surnomma Brive-la-Gaillarde « Cholestérol City[réf. nécessaire] » après son passage à la foire. Le jury Goncourt y migra également la même année, pour l'annonce de la sélection finale du Prix Goncourt. Mais cette année-là Bernard Pivot révéla la veille de l'ouverture de la Foire la sélection du Goncourt dans son émission Apostrophes.
Jusqu'en 1995, l'annonce de la sélection Goncourt se fit alors chaque année lors de la Foire du Livre, depuis le château de Castel-Novel (Varetz). En 1995, cette procédure fut abandonnée en raison de l'avancement de l'annonce de sa sélection finale[réf. nécessaire].
Au cours des ans, la foire continua son expansion. Ainsi depuis 1986 y est décerné le Prix de la Langue France (devenu Prix de la Langue française), en 1990 la Foire fut jumelée avec le Salon du Livre de Montréal, et en 1997, elle fut présidée par Bernadette Chirac.
En 2006, la foire a décompté 135 000 visiteurs pour environ 515 écrivains[réf. nécessaire].
En 2011, Antoine Gallimard présidait la 30e Foire du Livre de Brive. Erik Orsenna, Alain Mabanckou, Jean Teulé, Danièle Sallenave et Daniel Pennac ont présidé les éditions suivantes et Delphine de Vigan présida la Foire 2018.
En 2018, François David, professeur d'Histoire et auteur d'ouvrage sur la résistance en Corrèze devenu chef d'établissement dans l'Enseignement catholique et ancien Président du SNCEL devient Commissaire général de la Foire du Livre de Brive.
En 2023 s'est tenue la 41e édition de la Foire du livre, présidée par la grand reporter Florence Aubenas, accompagnée du dessinateur Jul et de l'auteur de littérature jeunesse Timothée de Fombelle.
En 2024, la 42e édition présidée par le journaliste et écrivain Jérôme Garcin voit la présence de 170 maisons d'édition et de plus de 400 auteurs dont les lauréats des récents prix de l'année Kamel Daoud (Goncourt), Miguel Bonnefoy (Académie française et Femina), Gaël Faye (Renaudot) et Olivier Norek (Jean-Giono).

## Organisation

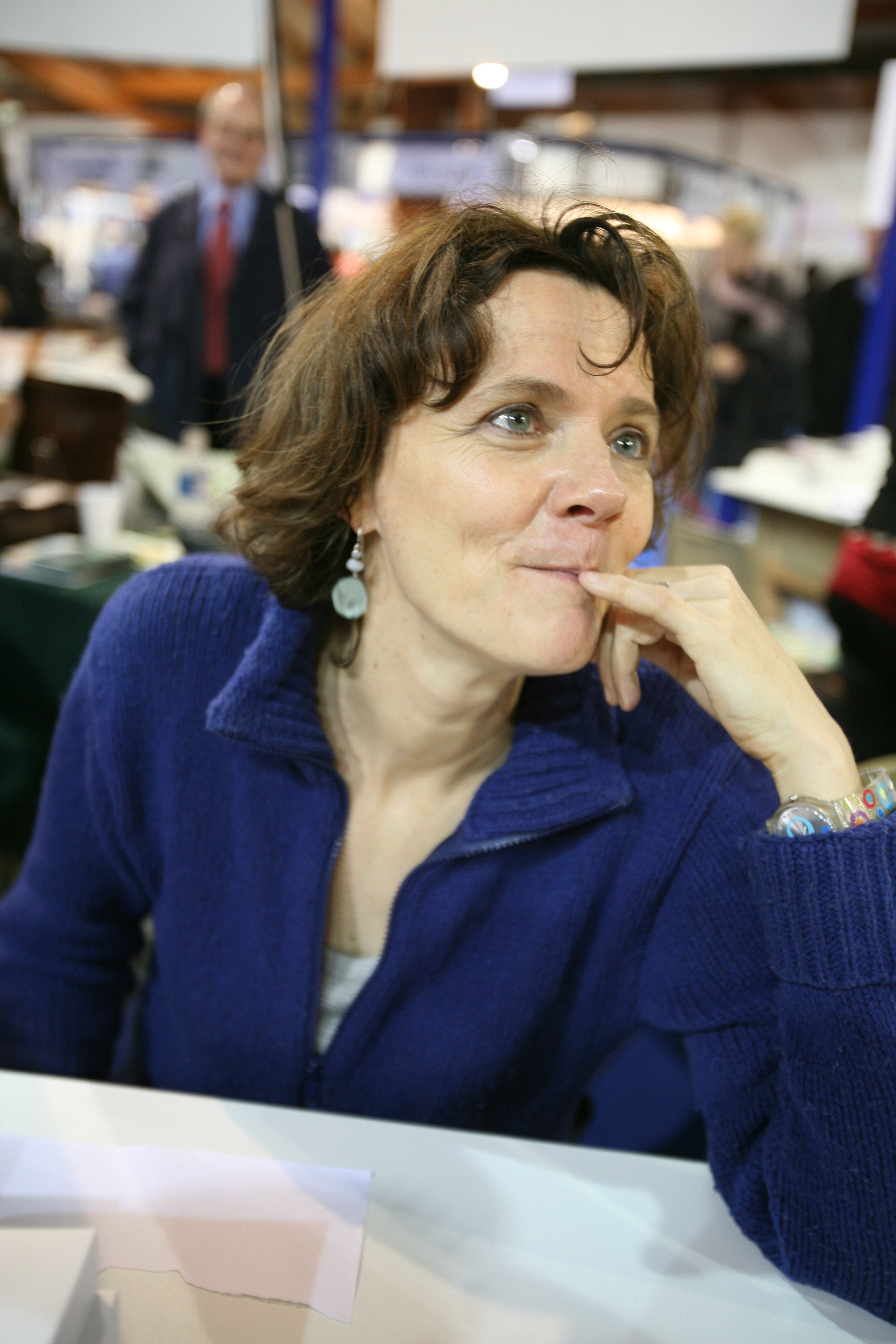
Florence Aubenas à la foire 2005.

La Foire du livre de Brive se déroule généralement les premiers vendredi, samedi et dimanche du mois de novembre. Complétant les séances de dédicaces, des rencontres, lectures, forums et expositions se déroulent tout au long du week-end. Ainsi par exemple se sont succédé sur les scènes de la manifestation: Amélie Nothomb, Jean Rochefort, Véronique Ovaldé, Enki Bilal, Joël Dicker, Delphine de Vigan, Boualem Sansal, Laure Adler, Jean d'Ormesson, David Foenkinos, Antoine Compagnon, Frédéric Beigbeder, Christine Angot, Harlan Coben ...

## Les prix décernés

### Les prix littéraires

#### Le Prix de la Langue française
Créé en 1986 par la Ville de Brive, le Prix de la Langue française récompense l’œuvre d’une personnalité du monde littéraire, artistique ou scientifique qui a contribué, de façon importante, par le style de ses ouvrages ou son action, à illustrer la qualité et la beauté de la langue française. 
Le jury de ce prix, dont la présidence est tournante, est composé de membres de l’Académie française et de l'Académie Goncourt, d’écrivains et de journalistes. Il est doté d’un montant de 10 000 euros par la ville de Brive.

#### Prix de poésie de l’Académie Mallarmé
Fondée en 1937, l’Académie Mallarmé est une académie de poésie contemporaine. Elle décerne chaque année un prix qui récompense un poète d’expression française pour l’ensemble de son œuvre dont un recueil a fait l’objet d’une publication dans l’année.

#### Prix Terre de France
Ce prix créé par l’association Terre de France a pour objet de distinguer une œuvre, roman ou récit, mettant en valeur une terre de France et ceux qui y vivent. Le prix s'est ensuite associé au journal La Montagne puis à France Bleu. Il a été décerné à Brive jusqu'en 2013.
Quelques lauréats : 
- 1987 : Patrick Chamoiseau pour Chroniques des sept misères, Gallimard
- 2000 : Jean-Claude Carrière pour Le vin bourru, Plon
- 2006 : Pascal Garnier pour Comment va la douleur ?, Zulma
- 2007 : Claude Duneton pour La chienne de ma vie, Buchet-Chastel
- 2009 : Marie-Hélène Lafon pour L'Annonce, Buchet-Chastel
- 2011 : Christian Oster pour Rouler, Editions de l'Olivier

#### Prix des lecteurs de la Ville de Brive
Ce prix, spécialement créé à l’occasion des 25 ans de la Foire du Livre de Brive, permet à un jury de lecteurs brivistes d’élire leur lauréat parmi une sélection d’ouvrages établie par les lecteurs et bibliothécaires de la ville.
Les lauréats depuis la création du Prix des lecteurs en 2006:
- 2006 : Philippe Claudel, La petite fille de Monsieur Linh, Stock
- 2007 : Muriel Barbery, L’Elégance du hérisson, Gallimard
- 2008 : Claudie Gallay, Les déferlantes, Le Rouergue
- 2009 : Denis Labayle, Rouge majeur, Dialogues
- 2010 : Lionel Duroy, Le chagrin, Juliard
- 2011 : Blandine Le Callet, La Ballade de Lila K, Stock
- 2012 : Caryl Férey, Mapuche, Gallimard
- 2013 : Emilie Frèche, Deux étrangers, Acte Sud
- 2014 : Velibor Čolić, Ederlezi, Gallimard
- 2015 : Jean-Luc Seigle, Je vous écris dans le noir, Flammarion
- 2016 : Franck Bouysse, Plateau, La Manufacture des livres
- 2017 : Pascal Manoukian, Ce que tient ta main droite t'appartient, Don Quichotte
- 2018 : Wilfried N’Sondé, Un océan, deux mers, trois continents, Actes sud
- 2019 : Bénédicte Belpois, Suiza, Gallimard
- 2020 : Guillaume Sire, Avant la longue flamme rouge, Calmann-Lévy
- 2022 : Grégor Péan, La seconde vie d'Eva Braun, Robert Laffon
- 2023 : Adèle Bréau, L'heure des femmes, JC Lattès

#### Prix Jeune Talent Jeannine Balland
Ce prix créé en 2021 par la maison d'édition Calmann-Levy en hommage à l'éditrice Jeannine Balland donne la chance à un nouveau talent d'être publié aux éditions Calmann-Lévy dans la collection Territoires créée par Jeannine Balland.
Les lauréats depuis la création du prix en 2022:
- 2022: Sarah Bell, Le Chant des Reines[10]
- 2023 : Valériane Taront, Fenêtre sur Jardin

### Les prix jeunesse

#### Prix 12 / 17
Prix de littérature pour les adolescents, ce prix concerne deux tranches d’âge : les 12-14 ans et les 15-17 ans. Il récompense soit des auteurs pour l’ensemble de leur œuvre, soit des ouvrages pris isolément écrits spécialement pour ces tranches d’âge.

## Dans la culture populaire
La Foire du Livre de Brive est le point de départ du roman de Christine Angot Le Marché des amants où elle narre son idylle avec le chanteur Doc Gynéco après leur rencontre lors de cette manifestation marquante.